# De Vier Winden (Pieterburen)
De Vier Winden is de naam van de koren- en pelmolen aan de Hoofdstraat in Pieterburen, gemeente Het Hogeland. De molen is een rijksmonument.

## Beschrijving
De eerste molen op deze plek was een standerdmolen, welke hier rond 1628 werd gebouwd. Deze molen werd in 1825 door een achtkante stellingmolen vervangen. Deze molen is op 22 maart 1846 afgebrand en nog in hetzelfde jaar door een nieuwe achtkante stellingmolen, de huidige molen, vervangen. De molen is tot eind jaren 60 in gebruik geweest en in 1972-'73 gerestaureerd en sindsdien door vrijwillige molenaars in bedrijf gesteld. Sinds begin jaren 90 wordt de molen bediend door een vrijwillig molenaar, die tevens instructeur is van het Gilde van Molenaars, en zijn leerlingen. In 2007 werd de molen eigendom van de Stichting Het Groninger Landschap. Het wiekenkruis, met een vlucht van 21 meter, is voorzien van het Oudhollands wieksysteem met zeilen. De molen beschikt over een koppel maalstenen en twee pelstenen. Eind januari 2008 is men begonnen met een omvangrijke restauratie. De gehele kap is vernieuwd en tevens is het pelwerk gecompleteerd en weer maalvaardig gemaakt. Op 22 mei 2008 is de vernieuwde kap geplaatst en is het wiekenkruis weer aangebracht. In het najaar van 2008 werd de gerestaureerde molen opgeleverd.

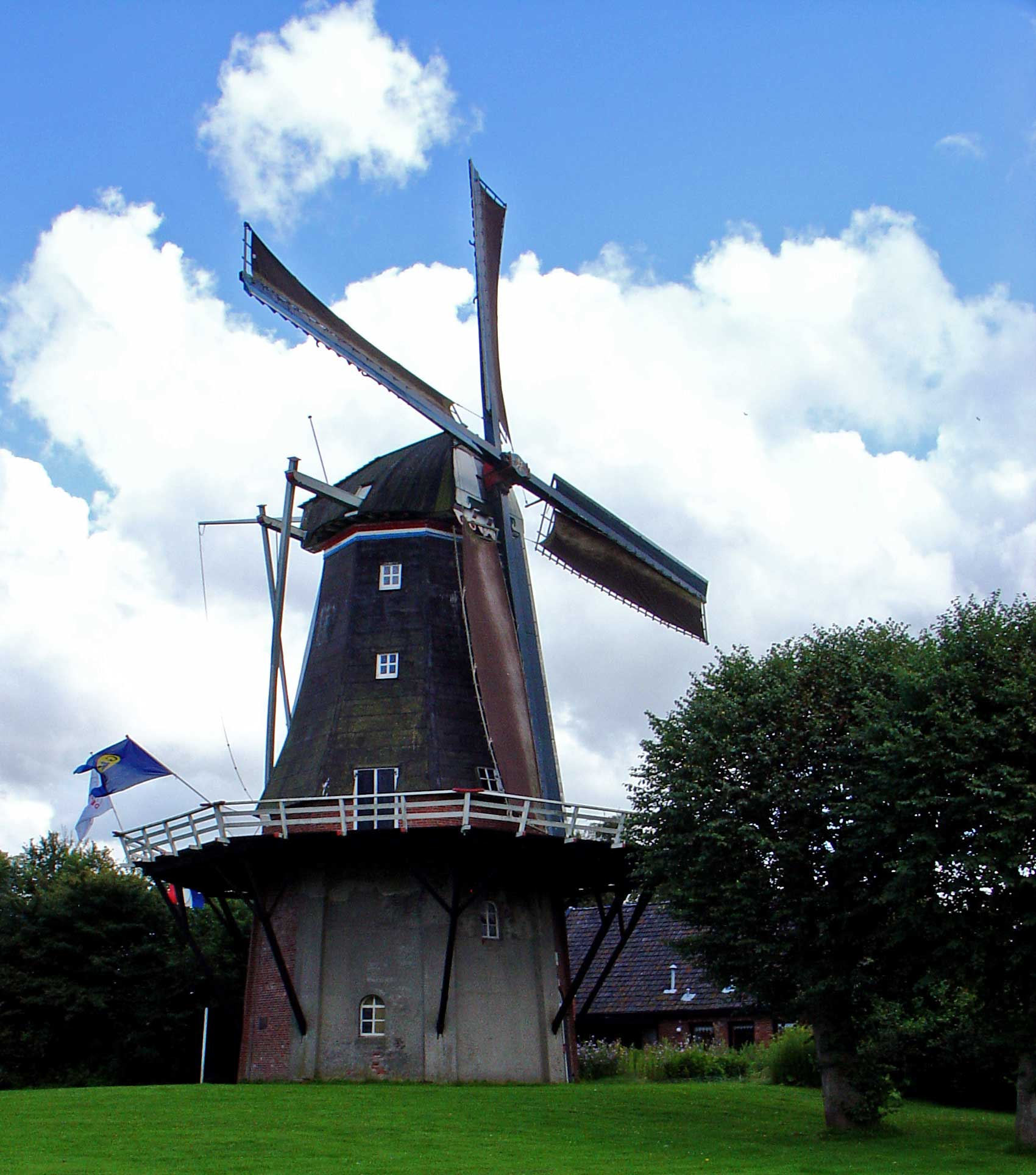
De Vier Winden in 2007